# Papua New Guinea National Weather Service
Der Papua New Guinea National Weather Service (PNGNWS)  ist ein staatlicher meteorologischer Dienst in Papua-Neuguinea.
Er untersteht dem Verkehrsministerium. Der Wetterdienst ist Teil der Technischen Dienste unter der Leitung von Kevin Luana, der auch der ständige Vertreter Papua-Neuguineas bei der Weltorganisation für Meteorologie (WMO) ist. Der PNGNWS wurde 1975 gegründet und trat der WMO am 14. Dezember 1975 bei. Direktor des PNG National Weather Service ist Samuel Maiha.
Er besteht aus drei Abteilungen:
- Facilities, Observation and Support Services (FOSS)
- Climate and Special Services (CSS)
- Forecasting and Warning (F&W)